# Feng-jang
Feng-jang (čínsky pchin-jinem Fèngyáng, znaky 凤阳) je okres ležící v městské prefektuře Čchu-čou v provincii An-chuej Čínské lidové republiky. Rozloha okresu je 1 920 km², má 720 000 obyvatel.

## Historie
Feng-jang je známý spojením s prvním mingským císařem Chung-wuem, rodákem z nedaleké vesnice Čung-li (鍾離). Chung-wu se narodil v prosté rolnické rodině, připojil se k povstání rudých turbanů a vybojoval si vládu nad Čínou. Jako vládce země vybudoval k uctění památky rodičů, posmrtně povýšených na císaře a císařovnu, mauzoleum Chuang-ling (皇陵, doslova „Císařské mauzoleum“). Nedaleko svého rodiště začal budovat nové hlavní město, pojmenované Čung-tu (中都, Střední hlavní město), po několika letech však výstavbu zastavil.
Zachované kamenné sochy, které byly součástí výzdoby mauzolea, jsou znovu vztyčeny na původním místě, 7 km jižně od Feng-jangu. Jak mauzoleum, tak zbytky nedostavěné metropole jsou chráněny jako národní historická památka „Mingské císařské město Čung-tu a sochy císařského mauzolea“ (明中都皇故城及皇陵石刻).